# 新疆壬子饷银
新疆壬子饷银是新疆迪化银圆局为了纪念中华民国的成立而铸造发行的银圆。分为“饷银一两”或“饷银伍钱”两种。是新疆自铸银币中唯一未铸写维吾尔文的银币，也是新疆境内流通银币中唯一既铸有民国纪年也铸有干支纪年的银币。

## 背景与历史

新疆壬子饷银一两双排花

新疆壬子饷银一两四排花

新疆壬子饷银伍钱双排花

新疆壬子饷银伍钱四排花

辛亥革命后，原清代阿克蘇道尹杨增新出任新疆都督并宣布共和，开始了他主政新疆的生涯。在杨增新治理新疆时期，并未对新疆的货币制度进行太多改革，仍然使用清代的货币制度。施行新疆红钱与新疆天罡银圆平行本位的制度，大数使用银圆，而小数则使用红钱。另外在民国初年，中央对新疆的经济支援完全中断，新疆当局不得不在准备金不足的情况下将新发行的新疆省票投入市场，新疆省票以兑换券的形式与其他银块、银圆、铜钱、红钱一起在市场流通。不过时常因为准备金不足、发行量过大导致省票无法兑换。为了稳定市价，迪化省库曾向市场投放银圆，不过铸造数量较少，作用也随之不大。当时，新疆境内自制的银圆以湘平作为衡量单位，而其他省市所铸银圆多以库平作为衡量标准，两种单位的银圆都在新疆市面上流通，且银圆成色不一。经常出现往来客商在进行贸易时需要折算的情况，非常不便也容易带来损失。民国元年（公元1912年，壬子年）7月，新疆迪化银圆局为了纪念中华民国的成立，铸造了新疆壬子饷银。新疆壬子饷银由迪化城外的水磨沟银圆局用机器铸造，是在清代蟠龙饷银的基础上修改而来。

## 形制特征
新疆壬子饷银面值分为湘平一两和伍钱两种。一两新疆壬子饷银直径39.5毫米，厚3毫米，重34.8克。伍钱新疆壬子饷银直径33.5毫米，厚2.1毫米，重17.5克。饷银正背面的设计沿用了清代饷银银圆的字体、工艺及风格，正面正中有圆形珠圆，珠圆内铸的面值汉字大小写不一，分别是“饷银一两”或“饷银伍钱”。珠圆外圈沿逆时针方向铸有“中华民国元年”六字。新疆壬子饷银背面铸有交叉的两面五色旗图案，交叉的旗杆上下分别铸有“壬”、“子”二字。新疆壬子饷银正背面均仅有汉字，并没有维吾尔文等其他文字，是新疆自铸银币中唯一未铸写维吾尔文的银币。也是新疆境内流通银币中唯一即铸有民国纪年也铸有干支纪年的银币。新疆壬子饷银的特点还有五色旗不是横条而是竖条。而且根据条纹的内饰可将新疆壬子饷银分为两种版式，其一为“双排花”式，靠旗杆的第一条、第三条和第五条为五个小圆圈，第二条和第四条为连钩状花纹。其二为“四排花”式，为靠旗杆第一条为五个小圆圈，剩下的第二、三、四、五条均为连钩状花纹。
新疆壬子饷银为机铸银币，工艺精细且文字端正，并且保证分量标准。但饷银文图铸造的很浅，可能是由机器陈旧压力不足而导致的。而将五色旗铸成竖条图案，可能的原因是新疆地域广阔且远离中央，交通不便且信息闭塞，未见到国旗的标准图形，只能靠凭空想象来设计钱币。这个错误一直到民国五年（公元1916年）都不曾改正。